# Việt Nam tại Đại hội Thể thao Mùa đông châu Á 2017
Việt Nam đã tham gia Đại hội Thể thao Mùa đông châu Á 2017 tại Sapporo và Obihiro, Nhật Bản từ ngày 19 đến 26 tháng 2. Đánh dấu lần đầu tiên tham dự của Việt Nam tại Đại hội Thể thao Mùa đông châu Á. Việt Nam thi đấu trong một môn thể thao (ba nội dung). Đoàn thể thao Việt Nam gồm sáu vận động viên (tất cả đều là VĐV nam).

## Trước đại hội
Việt Nam nằm trong vùng khí hậu lục địa ẩm, có nghĩa là không có tuyết hoặc nhiệt độ không có lợi cho việc luyện tập các môn thể thao mùa đông. Do đó, để chuẩn bị cho kì đại hội này, các vận động viên Việt Nam đã phải tập luyện trên đồi cát trong ba tháng gần thị trấn Mũi Né ở Nam Trung Bộ, Việt Nam.

## Các môn thi đấu
Bảng dưới đây liệt kê các môn thể thao và giới tính các VĐV của Đoàn Thể thao Việt Nam. 
| Môn thể thao          | Nam | Nữ | Tổng |
| --------------------- | --- | -- | ---- |
| Trượt tuyết đổ đèo    | 3   | 0  | 3    |
| Trượt tuyết băng đồng | 1   | 0  | 1    |
| Trượt ván trên tuyết  | 2   | 0  | 2    |
| Tổng                  | 6   | 0  | 6    |

## Trượt tuyết đổ đèo
Đội trượt tuyết đổ đèo của Việt Nam bao gồm ba vận động viên.
Nam
| VĐV                | Nội dung   | Vòng 1 1                 | Vòng 1 1                 | Vòng 2                   | Vòng 2                   | Tổng                     | Tổng                     |
| VĐV                | Nội dung   | Thời gian                | Hạng                     | Thời gian                | Hạng                     | Thời gian                | Hạng                     |
| ------------------ | ---------- | ------------------------ | ------------------------ | ------------------------ | ------------------------ | ------------------------ | ------------------------ |
| Nguyễn Văn An      | Slalom nam | 1: 44,95                 | 30                       | Không hoàn thành         | Không hoàn thành         | Không hoàn thành         | Không hoàn thành         |
| Nguyễn Võ Hữu Vinh | Slalom nam | Không đủ điều kiện       | Không đủ điều kiện       | Không đủ điều kiện       | Không đủ điều kiện       | Không đủ điều kiện       | Không đủ điều kiện       |
| Phạm Tiến Đạt      | Slalom nam | Bị thương, không thi đấu | Bị thương, không thi đấu | Bị thương, không thi đấu | Bị thương, không thi đấu | Bị thương, không thi đấu | Bị thương, không thi đấu |

## Trượt tuyết băng đồng
Đội trượt tuyết băng đồng của Việt Nam bao gồm một vận động viên.
Nam
| VĐV             | Nội dung      | Kết quả     | Kết quả |
| VĐV             | Nội dung      | Thời gian   | Hạng    |
| --------------- | ------------- | ----------- | ------- |
| Nguyễn Đức Mạnh | 10 km cổ điển | 1: 04: 30.0 | 22      |

## Trượt ván trên tuyết
Đội trượt ván trên tuyết của Việt Nam bao gồm hai vận động viên nam.
| VĐV              | Nội dung   | Chạy 1           | Chạy 1           | Chạy 2           | Chạy 2           | Toàn bộ          | Toàn bộ          |
| VĐV              | Nội dung   | Thời gian        | Hạng             | Thời gian        | Hạng             | Thời gian        | Hạng             |
| ---------------- | ---------- | ---------------- | ---------------- | ---------------- | ---------------- | ---------------- | ---------------- |
| Thái Bình Nguyên | Slalom nam | 2: 33,57         | 22               | 2: 24,75         | 18               | 4: 58,32         | 18               |
| Đinh Thời Trịnh  | Slalom nam | Không hoàn thành | Không hoàn thành | Không hoàn thành | Không hoàn thành | Không hoàn thành | Không hoàn thành |